# Tumbrottning

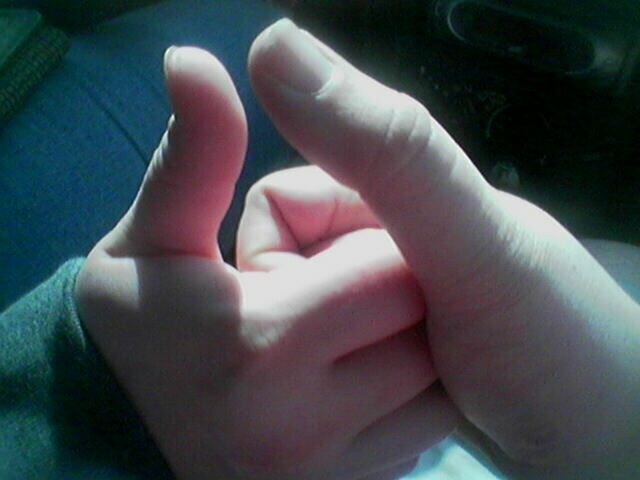
En tumbrottning.

Tumbrottning eller Tummekrig är en lek och tävling som existerar i flera länder i världen. Leken innebär att två deltagare tävlar om vem som kan trycka ned den andra deltagarens tumme. Tillvägagångssättet är att man hakar tag i varandras fingrar på höger eller vänsterhanden så att tummen är fri. Sedan ska man försöka få tummen överst. Matchen påbörjas ofta med att ramsan "Ett två tre, vi förklarar tummekrig" yttras samtidigt som tummarna korsas fram och tillbaka över varandra. Specifika regler och ramsor varierar beroende på land, region, och språk. På engelska kan man som nedräkning säga "One, two, three, four, I declare a thumb war. Five, six, seven, eight, try to keep your thumb straight!"